# 久我護
久我 護（くが まもる、1998年4月4日 - ）は、千葉県千葉市出身のイベントレーサーである。

## 人物　略歴
憧れている選手は加賀山就臣。本人曰く「ほんの少しだけ面識はあるが、アイドルとヲタクのような関係」だと話している。
高等学校卒業後、父親と同じ職である海上自衛隊に入隊し4年間勤める。
2021年に海上自衛隊を退職後カワサキプラザ桑名に就職をする。カワサキプラザで働いていくうちにレーサーとしての興味が湧き、Ninja Team Green Cupへの参戦が決まる。
同年8月8日に鈴鹿サーキットにて行われた同レースにてTrident poword by カワサキプラザ桑名RTからレースデビュー。予選では16位だったものの、決勝では10位まで順位を上げてデビュー戦を終える。このとき使用したライムグリーンカラーのNinja ZX-25Rはカワサキプラザ桑名の試乗車であり、本人曰く「転倒できないプレッシャーと闘っていた」とのこと。
この年のレースはこの1戦のみとなった。
2022年は同レースにZERO-BASE & Funky Z Racingからフル参戦することを発表。
5月15日に鈴鹿サンデーロードレース枠内で初めて行われた初戦は予選8位から快調にスタートし、決勝では一時は3位まで上がるも4番手に落ちる。5周目のスプーンカーブにて転倒。すぐさま立ち上がり、再スタートを切り13位でチェッカーを受ける。
6月5日のSPA直入戦は前回の転倒の影響により参戦回避となり、事実上フル参戦が叶わないものとなった。
7月10日のモビリティリゾートもてぎ戦では予選18位でギリギリ通過する。決勝レースでもスタートが遅れ、初の周回遅れになり18位のままフィニッシュ。初走行のコースであったが、本人は「鈴鹿での転倒恐怖心が抜けず全力で走れなかった」とコメントしている。
また、9月に行われる岡山国際サーキットでのレースは上述の理由により10月の鈴鹿戦へ向けた調整のため参戦を回避することとなった。
| スタブアイコン | サブスタブ | この項目は、まだ閲覧者の調べものの参照としては役立たない、人物に関連した書きかけの項目です。この項目を加筆・訂正などしてくださる協力者を求めています（P:人物伝/PJ:人物伝）。 |